# فدارا
فدارا هو فندق ومنتجع صحي يقع ضمن مجمع سيتي سنتر في لاس فيغاس ستريب.تم افتتاح الفندق في 1 ديسمبر 2009.